# Hal Patterson
Harold Edward Patterson, detto Prince Hal (Larned, 4 ottobre 1932 – Kinsley, 21 novembre 2011), è stato un giocatore di football americano statunitense che giocò nel ruoli di wide receiver e defensive back nei Montreal Alouettes e gli Hamilton Tiger-Cats della Canadian Football League (CFL). Patterson è membro della Canadian Football Hall of Fame e, nel 2006, fu votato al 13º posto tra i migliori giocatori di tutti i tempi della CFL da The Sports Network.

## Carriera professionistica
Scelto dai Philadelphia Eagles della National Football League nel Draft NFL 1954, Hal Patterson preferì firmare coi Montreal Alouettes della Interprovincial Rugby Football Union nel 1954 (la IRFU divenne parte della CFL nel 1958.) Conosciuto come "Prince" Hal, nel 1956 vinse il Jeff Russel Memorial Trophy e poi lo Schenley Award come miglior giocatore della Canadian Rugby Union come tight end. Quello stesso anno, Patterson stabilì un record tutt'oggi imbattuto, quando ricevette 338 yard in una singola partita mentre il suo primato di 88 ricezioni fu superato solo 11 anni dopo da Terry Evanshen nel 1967.
Patterson rimase con gli Alouettes fino a un controverso scambio nel 1960 che lo spedì alla peggior squadra della lega, gli Hamilton Tiger-Cats, insieme al quarterback stella di Montreal Sam Etcheverry. L'impatto di Patterson fu immediato, tanto da guidare i Tiger-Cats alla Grey Cup del 1961, dove persero ai supplementari contro i Winnipeg Blue Bombers.
Hal Patterson detiene ancora il record di 580 yard ricevute nella Grey Cup. Hal segnò 54 touchdown nei suoi 14 anni di carriera professionistica e disputò 34 gare da oltre 100 yard ricevute. Fu inserito nella Canadian Football Hall of Fame nel 1971. Il 21 novembre 2008, i Montreal Alouettes ritirarono il suo numero 75.

## Vittorie e premi
- (3) Grey Cup
- MVP della CFL (1956)
- (3) CFL All-Star (1962, 1963, 1964)
- Canadian Football Hall of Fame (classe del 1971)
- Numero 75 ritirato dai Montreal Alouttes
- Classificato al 13º posto tra i migliori 50 giocatori della storia della CFL da TSN